# Desmodium gracile
Desmodium gracile är en ärtväxtart som beskrevs av Martin Martens och Henri Guillaume Galeotti. Desmodium gracile ingår i släktet Desmodium och familjen ärtväxter. Inga underarter finns listade i Catalogue of Life.